# Louis-Marie Billé
Louis-Marie Billé (Fleury-les-Aubrais, 18 de fevereiro de 1938 - Talence, 12 de março de 2002) foi um Cardeal Francês e Arcebispo de Lyon.

## Biografia
Louis-Marie Billé nasceu em Fleury-les-Aubrais em 18 de fevereiro de 1938 e foi ordenado padre em 25 de março de 1962 e consagrado bispo de Laval em 19 de maio de 1984, atè 1995.
Promovido à Sé metropolitana de Aix até 1998.
Em 10 de julho de 1998 ingressou na catedral de  Lyon como novo arcebispo.

## Cardinalato
Criado Cardeal por Papa João Paulo II no Consistório de 21 de fevereiro de 2001, sendo-lhe imposto o barrete cardinalício na mesma data e recebendo o título presbiteral de San Pietro in Vincoli e depois, em 22 de julho de 2001, recebeu o de  Santíssima Trindade no Monte Pincio.
Faleceu em 12 de março de 2002 por câncer.

## Genealogia episcopal
- Papa Júlio II
- Cardeal Raffaele Sansone Riario
- Papa Leão X
- Papa Paulo III
- Cardeal Francesco Pisani
- Cardeal Alfonso Gesualdo di Conza
- Papa Clemente VIII
- Cardeal Pietro Aldobrandini
- Cardeal Laudivio Zacchia
- Cardeal Antonio Marcello Barberini, O.F.M.Cap.
- Cardeal Nicolò Guidi di Bagno
- Arciebispo François de Harlay de Champvallon
- Cardeal Louis-Antoine de Noailles
- Bispo Jean-François Salgues de Valderies de Lescure
- Arcebispo Louis-Jacques Chapt de Rastignac
- Arcebispo Christophe de Beaumont du Repaire
- Cardeal César-Guillaume de la Luzerne
- Arcebispo Gabriel Cortois de Pressigny
- Arcecispo Hyacinthe-Louis de Quélen
- Bispo JLouis-Charles Féron
- Bispo Pierre-Alfred Grimardias
- Cardeal Guillaume-Marie-Romain Sourrieu
- Cardeal Léon-Adolphe Amette
- Arcebispo Benjamin-Octave Roland-Gosselin
- Cardeal Paul-Marie-André Richaud
- Cardeal Paul Joseph Marie Gouyon
- Bispo Charles-Auguste-Marie Paty
- Cardeal Louis-Marie Billé